# FIFA 99
FIFA 99 es la sexta entrega de la serie de videojuegos deportivos FIFA, desarrollada por EA Canada y publicado por EA Sports.
La edición incluía dos ligas nacionales y nuevos modos de juego, aunque no contaba con todas las selecciones internacionales existentes como la entrega anterior. El juego se comercializó para PC, PlayStation, Game Boy Color y Nintendo 64

## Características
En base al motor gráfico introducido en FIFA 98, la sexta entrega de la saga mejoró los gráficos y físico de los jugadores, la corrigió errores de la inteligencia artificial y amplió el abanico de animaciones, con nuevos movimientos y un paquete básico de animación facial en los jugadores. Respecto a la entrega anterior, se ganó en fluidez y el estilo de juego es más arcade y simplificada que en otros juegos deportivos como ISS Pro Evolution (Konami), que apostaban por la simulación.
Se introdujeron nuevos modos de juego, con el partido amistoso rápido, encuentros con gol de oro y la posibilidad de crear torneos personalizados. En ligas nacionales, se eliminó la liga de Malasia y se introdujeron dos nuevos torneos: la Primera División de Bélgica y la Liga de Portugal. Además, se incluyó un grupo para equipos sin representación en las ligas del juego, llamado "Resto de Europa", que está compuesto por equipos en competiciones europeas de la temporada 1998/99. Otra novedad fue una liga internacional ficticia, la Liga Europea, que disputaban los 20 mejores equipos europeos del juego. En cambio, se eliminó el modo de fútbol indoor y se redujo a 42 el número de selecciones internacionales. También destaca la ausencia de Ronaldo, que figura en el Inter de Milán como A.Calcio.
En el apartado sonoro, se amplió el número de grupos presentes en la banda sonora oficial. En esta ocasión, la canción oficial del juego fue The Rockafeller Skank por Fatboy Slim, y el resto de canciones eran temas electrónicos. Los narradores para la versión en castellano son Manolo Lama y Paco González.

## Plataformas
FIFA 99 salió para PlayStation, PC, Nintendo 64 y Game Boy Color entre noviembre y diciembre de 1998. La versión para PlayStation se publicó el 10 de noviembre de 1998, mientras que en Nintendo 64 no salió a la venta hasta el 8 de diciembre del mismo año.
Esta fue la última entrega de la saga para Nintendo 64, y aunque en esta ocasión fue similar a la de PlayStation, existían algunas diferencias. La versión de Nintendo aprovechaba mejor la potencia gráfica de N64, pero la de PlayStation contaba con una mejor jugabilidad.

## Modos de juego

### Ligas
El juego contó con 12 ligas, y dos nuevas incorporaciones con los campeonatos domésticos de Bélgica y Portugal. Por otro lado, se eliminó el campeonato de liga de Malasia.
- Bundesliga
- Serie A (1)
- Primera División de Bélgica
- Premier League de Escocia
- Primera División de España
- MLS
- Ligue 1
- Premier League
- Serie A
- Eredivisie
- Primera División de Portugal
- Allsvenskan

(1) La Serie A de Brasil solo posee 8 equipos

## Resto del mundo
Por primera vez, se incluyen equipos de fútbol que no juegan en las ligas incluidas en el juego, dentro de la categoría "Resto de Europa". Hay un total de 48 clubes, como el Panathinaikos o el Estrella Roja de Belgrado, que formaron parte en la temporada 1998/99 de torneos internacionales.

 Grecia
- AEK Atenas
- Olympiakos
- Panathinaikos
- Panionios

 Suiza
- FC Zürich
- Grasshopper
- Lausanne
- Servette

 Croacia
- Croatia Zagreb
- Hajduk Split
- Varteks Varazdin

 Rusia
- Dinamo Moscú
- Lokomotiv Moscú
- Spartak de Moscú

 Serbia
- Estrella Roja de Belgrado
- FK Obilić
- Partizán de Belgrado

 Austria
- SV Ried
- Sturm Graz

 Bulgaria
- Levski Sofia
- PFC Litex Lovech

 Chipre
- Anorthosis Famagusta
- Apollon Limassol

 Dinamarca
- Brøndby IF
- FC Kobenhavn

 Eslovenia
- Maribor Teatanic
- NK Rudar Velenje

 Eslovaquia
- Kosice
- Spartak Trnava

 Finlandia
- HJK Helsinki
- Haka Valkeakoski

 Hungría
- MTK
- Újpest

 Israel
- Beitar Jerusalén
- Maccabi Haifa

 Letonia
- Metalurgs
- Skonto Riga

 Noruega
- Rosenborg
- Valerenga

 Polonia
- Amica Wronki
- ŁKS Lodz

 República Checa
- FK Jablonec
- Sparta Praga

 Rumanía
- Rapid de Bucarest
- Steaua de Bucarest

 Turquía
- Besiktas J K
- Galatasaray

 Ucrania
- CSKA Kiev
- Dinamo de Kiev

 Georgia
- Dinamo Tbilisi

### Liga Estelar Europea
Por primera vez en la saga, se incluyó un torneo inspirado en la Liga de Campeones de la UEFA, con algunos equipos de la temporada 1998/99.
| - AC Milan - Arsenal - Bayern Múnich - Benfica - Brøndby IF - Borussia Dortmund - Dinamo de Kiev - FC Barcelona - Feyenoord - Galatasaray | - IFK Göteborg - Inter de Milán - Juventus - Liverpool - Manchester United - AS Mónaco - Paris Saint-Germain - Glasgow Rangers - Real Madrid - Rosenborg BK |

Además, el usuario puede crear por primera vez su propia competición de copa y liga con los equipos que desee.

## Selecciones nacionales
El juego cuenta con un plantel de 42 selecciones internacionales, las 32 que estuvieron en el Mundial de 1998, más 10, las mismas no calificadas que aparecieron en World Cup 98, que salió a la venta meses antes.
Hay que recalcar que para esta edición, se marca la ausencia de muchas selecciones que aparecieron en FIFA 97, aunque por primera vez, se incluyen a las selecciones de Irán, Jamaica, Paraguay y Yugoslavia.

### Europa(22)
| - Alemania - Austria - Bélgica - Bulgaria - Croacia - Dinamarca - Escocia - España - Francia - Grecia - Inglaterra | - Irlanda - Italia - Israel - Noruega - Países Bajos - Portugal - República Checa - Rumania - Rusia - Yugoslavia (Nueva) - Suecia |

### África(5)
| - Camerún - Marruecos - Nigeria | - Túnez - Sudáfrica |

### América delNortey delSur(9)
| - Argentina - Brasil - Canadá - Chile - Colombia | - Estados Unidos - Jamaica (Nueva) - México - Paraguay (Nueva) |

### AsiayOceanía(6)
| - Arabia Saudita - Australia - Corea del Sur | - China - Irán (Nueva) - Japón |

## Estadios
- Ali Sami Yen — Estambul (Turquía)
- Anfield — Liverpool (Reino Unido)
- Camp Nou — Barcelona (España)
- Delle Alpi — Turín (Italia)
- De Kuip — Róterdam (Países Bajos)

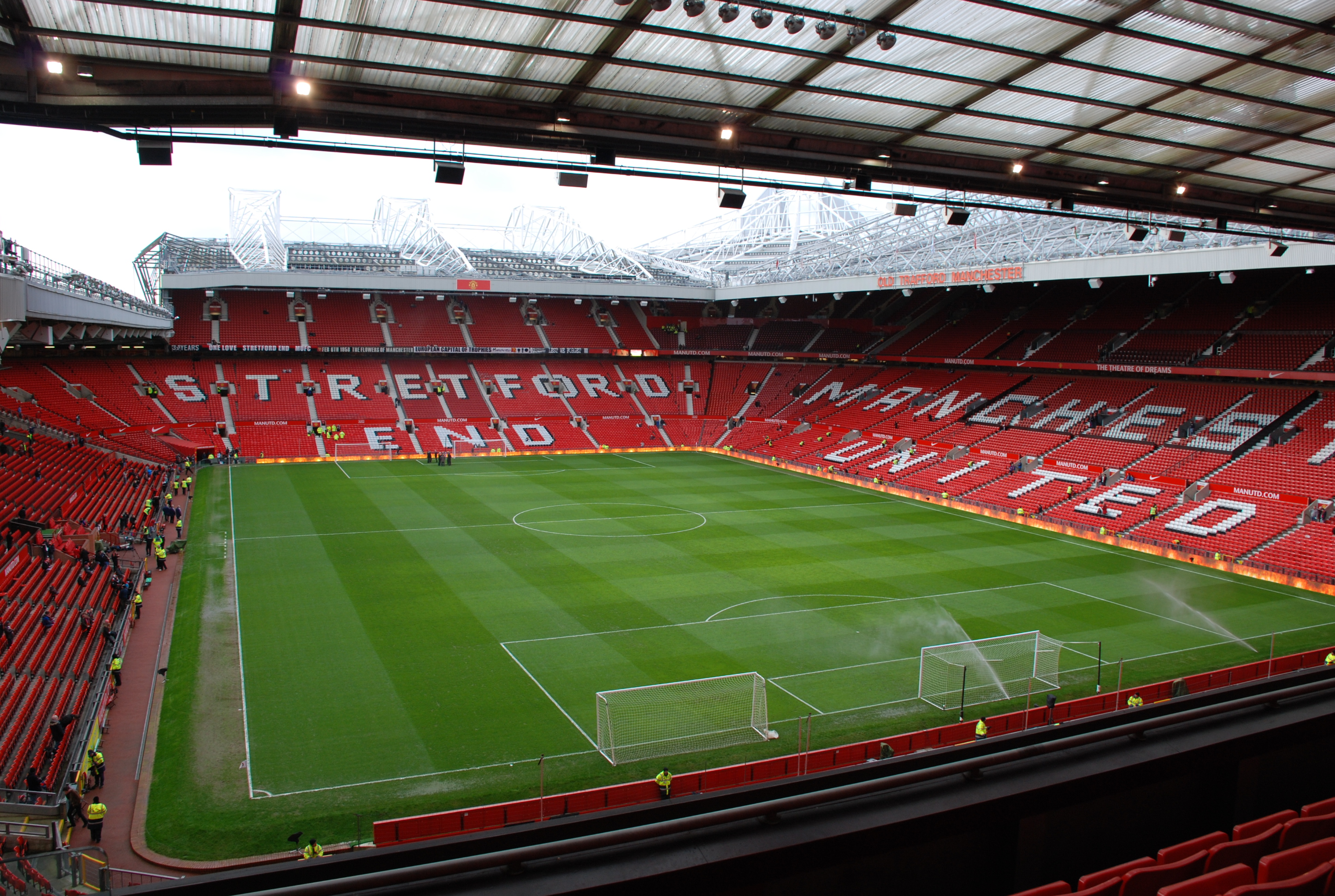
El estadio Old Trafford de Mánchester es uno de los 19 campos que figuran en FIFA 99.

- Estádio da Luz — Lisboa (Portugal)
- Estadio Dynamo — Kiev (Ucrania)
- Estadio Luis II — Mónaco
- Gamla Ullevi — Gotemburgo (Suecia)
- Hampden Park — Glasgow (Reino Unido)
- Highbury — Londres (Reino Unido)
- Lerkendal Stadion — Trondheim (Noruega)
- Old Trafford — Mánchester (Reino Unido)
- Olímpico de Múnich — Múnich (Alemania)
- Parken Stadion — Copenhague (Dinamarca)
- Parque de los Príncipes — París (Francia)
- San Siro — Milán (Italia)
- Santiago Bernabéu — Madrid (España)
- Westfalenstadion — Dortmund (Alemania)

## Banda sonora
- DanMass - "Gotta Learn (Dub Pistols' Sick Junkie Mix)"
- Dylan Rhymes - "Naked and Ashamed (Remix)"
- Fatboy Slim - "The Rockafeller Skank"
- Gearwhore - "Passion" (ausente de la versión N64)
- God Within - "Raincry"
- Lionrock - "Rude Boy Rock"